# Ousmane N'Gom Camara
Ousmane N'Gom Camara (Conacri, 26 de maio de 1975) é um ex-futebolista guineense que atuava como meia.

## Carreira
Ousmane N'Gom Camara representou o elenco da Seleção Guineense de Futebol no Campeonato Africano das Nações de 2004.